# Nhiễm sắc thể số 1
Nhiễm sắc thể 1 là bộ nhiễm sắc thể lớn nhất trong tất cả bộ nhiễm sắc thể người. Con người có hai bản sao nhiễm sắc thể 1, giống như tất cả các nhiễm sắc thể thường, Nhiễm sắc thể 1 là nhiễm sắc thể thường (có cả ở 2 giới). Nhiễm sắc thể 1 kéo dài khoảng 249 triệu nucleotide cặp base (đó là những đơn vị thông tin cơ bản cho DNA). Nó chiếm khoảng 8% tổng số DNA trong tế bào người.
Đây là nhiễm sắc thể hoàn chỉnh cuối cùng được giải trình tự hai thập kỷ sau khi bắt đầu Dự án bản đồ gen người.

## Gen

### Số lượng gen
Sau đây là một số ước tính về số lượng gen trên nhiễm sắc thể số 1 của con người. Do các nhà nghiên cứu sử dụng các phương pháp khác nhau để chú thích bộ gen nên dự đoán của họ về số lượng gen trên mỗi nhiễm sắc thể khác nhau (để biết chi tiết kỹ thuật, xem sự dự đoán gen). Trong số các dự án khác nhau, dự án trình tự mã hóa đồng thuận hợp tác (CCDS) có một chiến lược cực kỳ thận trọng. Vì vậy, dự đoán số lượng gen của CCDS đại diện cho giới hạn dưới của tổng số gen mã hóa protein của con người
| Ứớc tính của | Gen mã hóa protein | Gen RNA không mã hóa | Gen giả | Nguồn                | Ngày phát hành |
| ------------ | ------------------ | -------------------- | ------- | -------------------- | -------------- |
| CCDS         | 1,961              | —                    | —       | [ 2 ]                | 2016-09-08     |
| HGNC         | 1,993              | 707                  | 1,113   | [ 8 ]                | 2017-05-12     |
| Ensembl      | 2,044              | 1,924                | 1,223   | [ 9 ]                | 2017-03-29     |
| UniProt      | 2,064              | —                    | —       | [ 10 ]               | 2018-02-28     |
| NCBI         | 2,093              | 1,790                | 1,426   | [ 11 ] [ 12 ] [ 13 ] | 2017-05-19     |

### Danh sách gen
Sau đây là danh sách một phần các gen trên nhiễm sắc thể số 1 của con người. Để biết danh sách đầy đủ, hãy xem liên kết trong hộp thông tin ở bên phải.
- C1orf112: mã hóa protein Nhiễm sắc thể 1 khung đọc mở 112
- C1orf127: mã hóa protein Nhiễm sắc thể 1 khung đọc mở 127
- C1orf27: protein mã hóa Nhiễm sắc thể 1 khung đọc mở 27
- C1orf38: protein mã hóa Nhiễm sắc thể 1 khung đọc mở 38
- CCDC181: mã hóa protein Miền cuộn cuộn chứa protein 181
- DENN1B: được cho là có liên quan đến bệnh hen suyễn
- FHAD1: mã hóa protein Miền liên kết với Forkhead chứa protein 1
- LOC100132287: protein không bị biến tính
- LRRIQ3: mã hóa protein lặp lại giàu Leucine và mô-đun IQ chứa 3
- Thành viên gia đình Shisa 4: mã hóa protein Thành viên gia đình Shisa 4
- TINAGL1: mã hóa protein giống như kháng nguyên viêm ống thận kẽ

#### p-arm
Danh sách một phần các gen nằm trên nhánh p (nhánh ngắn) của nhiễm sắc thể số 1 ở người:
- AADACL3: Arylacetamide deacetylase-like 3
- AADACL4: Arylacetamide deacetylase-like 4
- ACADM: acyl-Coenzyme A dehydrogenase, chuỗi thẳng C-4 đến C-12
- ACTG1P6: mã hóa protein Actin, gamma 1 pseudogene 6
- ACTL8: Giống Actin 8
- ADGRL2 (1p31.1): thụ thể kết hợp với protein G bám dính L2
- ADPRHL2: Poly(ADP-ribose) glycohydrolase ARH3
- AMPD2: mã hóa enzyme AMP deaminase 2
- ARID1A (1p36)
- ATXN7L2: Ataxin 7-like 2
- AZIN2: mã hóa enzyme Chất ức chế antizyme 2 (AzI2) còn được gọi là arginine decarboxylase (ADC)
- BCAS2: Trình tự khuếch đại ung thư vú 2
- BCL10 (1p22)
- BCL2L15 (1p13)
- LRIF1: mã hóa protein yếu tố tương tác với thụ thể hạt nhân phụ thuộc phối tử 1
- C1orf109: khung đọc mở nhiễm sắc thể 1 109
- CZIB: khung đọc mở nhiễm sắc thể 1 123
- CACHD1 mã hóa protein Miền bộ đệm chứa 1
- CAMTA1 (1p36)
- CASP9 (1p36)
- CASZ1 (1p36): Thầu kẽm ngón 1
- CSDE1: Miền sốc lạnh chứa E1
- CHD5 (1p36)
- CLIC4 (1p36)
- CLSPN (1p34)
- CMPK: UMP-CMP kinase
- COL16A1 (1p35)
- COL11A1: collagen, loại XI, alpha 1
- CPT2: carnitine palmitoyltransferase II
- CRYZ: Tinh thể zeta
- CYP4B1 (1p33)
- CYR61 (1p22)
- DBT: dihydrolipoamide chuỗi nhánh transacylase E2
- DCLRE1B: Sửa chữa liên kết chéo DNA 1B
- DEPDC1 mã hóa protein miền DEP chứa 1
- DIRAS3 (1p31): Họ DIRAS, RAS-like 3 ràng buộc GTP
- DPH5: Diphthine synthase
- DVL1 (1p36)
- ENO1 (1p36)
- EPHA2 (1p36)
- EPS15 (1p32)
- ESPN: espin (gen điếc lặn nhiễm sắc thể thường 36)
- EVI5: trang web tích hợp virus ecotropic 5
- EXTL1: exostosin như glycosyltransferase 1
- EXTL2: exostosin như glycosyltransferase 2
- FAM46B: họ có trình tự tương đồng 46, thành viên B
- FAM46C: họ có trình tự tương tự 46, thành viên C
- FAM76A: họ có trình tự tương tự 76, thành viên A
- FBXO2: Protein hộp F 2
- FNBP1L mã hóa protein protein liên kết với formin giống như 1
- FPGT: Fucose-1-photphat guanylyltransferase
- FUBP1 (1p31)
- GALE: UDP-galactose-4-epimerase
- GADD45A (1p31)
- GBP1 (1p22)
- GBP2: protein liên kết guanylate 2
- GBP5 mã hóa protein Guanylate liên kết protein 5
- GJB3: protein nối khoảng cách, beta 3, 31kDa (connexin 31)
- GLMN (1p22)
- GNL2: Hạt nhân protein G 2
- GSTM1 (1p13)
- HDAC1 (1p35)
- HES2: Yếu tố phiên mã bHLH họ anh ấy 2
- HES3: Hes family bHLH yếu tố phiên mã 3
- HMGCL: 3-hydroxymethyl-3-methylglutaryl-Coenzyme A lyase (hydroxymethylglutaricaciduria)
- HAO2 mã hóa protein Hydroxyacid oxidase 2
- HMGCS2: 3-hydroxy-3-metylglutaryl-CoA tổng hợp 2
- HP1BP3: Protein dị nhiễm sắc 1, protein liên kết 3
- IFI6: Protein cảm ứng interferon alpha 6
- IL22RA1 (1p36)
- INTS11: Tiểu đơn vị tổ hợp tích hợp 11
- JAK1 (1p31)
- JUN (1p32)
- KCNQ4: kênh kiểm soát điện áp kali, phân họ giống KQT, thành viên 4
- KIF1B: thành viên gia đình kinesin 1B
- L1TD1: Miền chuyển vị loại LINE-1 chứa 1
- LCK (1p35)
- LINC01137: mã hóa protein RNA mã hóa phi protein liên gen dài 1137
- LRRC39: Protein lặp lại giàu Leucine 39
- LRRC40: Protein lặp lại giàu Leucine 40
- LRRC41: Protein lặp lại giàu Leucine 41
- LRRC8D: Protein 8D lặp lại giàu Leucine
- MAN1A2: Mannosyl-oligosacarit 1,2-alpha-mannosidase IB
- MEAF6: Yếu tố liên quan đến MYST/ESA1 6
- MECR: Trans-2-enoyl-CoA reductase, ty thể
- MFAP2: Protein liên kết với sợi nhỏ 2
- MIB2 (1p36)
- MIER1 (1p31)
- MFN2: mitofusin 2
- MFSD2: Miền siêu họ của người hỗ trợ chính chứa 2A
- MIR6079: microARN 6079
- MMEL1: Màng kim loại giống như endopeptidase 1
- MTFR1L: bộ điều hòa phân hạch ty thể 1 lượt thích
- MTHFR (1p36): 5,10-methylenetetrahydrofolate reductase (NADPH)
- MUL1: Protein ligase E3 ubiquitin của ty thể 1
- MUTYH (1p34): đột biến tương đồng (E. coli)
- NBPF3: Thành viên gia đình điểm dừng u nguyên bào thần kinh 3
- NDUFA4P1: mã hóa protein Nadh dehydrogenase (ubiquinone) 1 alpha subcomplex, 4, 9kda, pseudogene 1
- NGF: Yếu tố tăng trưởng thần kinh
- NOL9: Protein nhân 9
- NRAS (1p13)
- KHÔNG2 (1p12)
- OLFML3: Giống Olfactomedin 3
- OMA1: Metalloendopeptidase OMA1, ty thể
- OVGP1: glycoprotein ống dẫn trứng 1
- PARK7 (1p36): Bệnh Parkinson (di truyền lặn nhiễm sắc thể thường, khởi phát sớm) 7
- PINK1: PTEN gây ra kinase giả định 1
- PLOD1: procollagen-lysine 1, 2-oxoglutarate 5-dioxygenase 1
- PRMT6: Protein arginine methyltransferase 6
- PSRC1: Protein dạng cuộn giàu proline/serine 1
- RAD54L: giống RAD54
- RAP1A (1p13)
- RBM15 (1p13)
- RCC2: Bộ điều hòa ngưng tụ nhiễm sắc thể 2
- REG4 (1p12)
- RHBDL2: Dạng hình thoi giống 2
- RHOC (1p13)
- RLF: dung hợp L-myc được sắp xếp lại
- RNF11 (1p32)
- RNF220: protein ngón tay RING 220
- RPA2 (1p35)
- RSPO1 (1p34)
- S100A1 (1q21)
- SAMD11: mã hóa protein Miền họa tiết alpha vô trùng chứa 11
- SDC3: Syndecan-3
- SDHB (1p36)
- SFPQ (1p34)
- SGIP1: Protein 3 tương tác protein giống GRB2 miền SH3 1
- SH3BGRL3: Protein giống như axit glutamic liên kết với miền SH3 3
- SLC16A1 (1p13)
- SPSB1: Protein hộp SOCS chứa tên miền SPRY 1
- STIL (1p33)
- SYCP1: Protein phức hợp synaptonemal 1
- SZT2: Tương đồng ngưỡng động kinh 2
- TACSTD2: đầu dò tín hiệu canxi liên quan đến khối u 2
- TAL1 (1p33)
- TCTEX1D4: mã hóa protein Tctex1 miền chứa 4
- TCEB3: Yếu tố kéo dài phiên mã B polypeptide 3
- TGFBR3 (1p22)
- THRAP3 (1p34)
- TIE1 (1p34)
- TMCO2: mã hóa protein miền xuyên màng và xoắn kép 2
- TMCO4: mã hóa protein miền xuyên màng và xoắn kép 4
- TMEM48: mã hóa protein nucleoporin NDC1
- TMEM50A: Protein xuyên màng 50A
- TMEM59: Protein xuyên màng 59
- TMEM69: Protein xuyên màng 69
- TMEM201 mã hóa protein Protein xuyên màng 201
- TMEM222: Protein xuyên màng 222
- TOE1: Mục tiêu của protein EGR1 1
- TRAPPC3: Tiểu đơn vị 3 phức hợp hạt protein buôn bán
- TRIT1: tRNA isopentenyltransferase, ty thể
- TSHB: hormone kích thích tuyến giáp, beta
- TTC39A: Tetratricopeptide lặp lại 39A
- UBR4: Thành phần ligase E3 ubiquitin-protein n-recognin 4
- UROD: uroporphyrinogen decarboxylase (gen của porphyria cutanea tarda)
- USP1 (1p31)
- USP48: Ubiquitin carboxyl-terminal hydrolase 48
- VAV3 (1p13)
- VPS13D: Protein liên quan đến phân loại protein không bào 13D
- VTCN1 (1p13)
- WARS2: Tryptophanyl-tRNA synthetase, ty thể
- WDR77 (1p13)
- YBX1 (1p34)
- ZCCHC17: Zinc finger loại CCHC chứa 17
- ZMYM1 mã hóa protein Loại MYM Zinc finger chứa 1
- ZNF436: Protein Zinc finger 436
- ZYG11B mã hóa protein Zyg-11 thành viên họ B, bộ điều chỉnh chu kỳ tế bào
- ZZZ3: Protein ngón tay chứa kẽm loại ZZ 3

#### q-arm
Danh sách một phần các gen nằm trên q-arm (cánh dài) của nhiễm sắc thể người 1:
- ABL2 (1q25)
- ADIPOR1 (1q32)
- AHCTF1: mã hóa protein ELYS
- AKT3 (1q43-44)
- ANGPTL1: Protein liên quan đến angiopoietin 1
- ARHGEF2 (1q22)
- ARID4B: mã hóa protein protein chứa miền tương tác giàu AT 4B
- ARV1 mã hóa protein tương đồng ARV1 (S. cerevisiae)
- ARNT (1q21)
- ASPM (1q31): yếu tố quyết định kích thước não bộ
- ATF3 (1q32)
- ATP2B4 (1q32)
- BCL9 (1q21)
- CATSPORE: mã hóa protein Catsper kênh phụ trợ tiểu đơn vị epsilon
- C1orf21: khung đọc nhiễm sắc thể 1 mở 21
- MMTAP2 mã hóa protein Protein liên quan đến khối u đa u tủy 2
- TEX35:TEX35
- C1orf74: khung đọc mở nhiễm sắc thể 1 74
- C2CD4D: 4D chứa miền phụ thuộc canxi C2
- CD5L: Phân tử CD5 như
- CENPL: Protein tâm động L
- CENPF (1q41)
- CHTOP: Đích chất nhiễm sắc của prmt1
- CNIH4: tương đồng cornichon 4
- CNST: Consortin
- CREG1: Chất ức chế tế bào của gen kích thích E1A 1
- CRP: Protein phản ứng C
- CRTC2 (1q21)
- CSRP1: Protein giàu cysteine và glycine 1
- DCAF8: mã hóa protein DDB1 và yếu tố liên kết CUL4 8
- DDX59: Hộp helicase DEAD 59
- DEL1Q21: protein mã hóa Hội chứng xóa nhiễm sắc thể 1q21.1
- DPT: Dermatopontin
- DISC2, ARN dài không mã hóa
- DNAH14 mã hóa protein Dynein, sợi trục, chuỗi nặng 14
- DUSP10 (1q41)
- DUSP27: protein mã hóa Phosphatase 27 đặc hiệu kép (giả định)
- ECM1 (1q21)
- EDEM3: Sự phân hủy ER tăng cường alpha-mannosidase như protein 3
- EGLN1 (1q42)
- ENAH (1q42)
- ESRRG (1q41)
- FAM163A: mã hóa protein tiết ra từ u nguyên bào thần kinh
- FAM20B: FAM20B, glycosaminoglycan xylosylkinase
- FAM63A: Họ có trình tự tương tự 63, thành viên A
- FAM78B: họ có trình tự tương tự 78, thành viên B
- FAM129A: họ có trình tự tương tự 129, thành viên A
- FBXO28: Protein hộp F 28
- FCMR: Đoạn Fc của thụ thể IgM
- FCGR2B (1q23)
- FCGR2C: mã hóa đoạn protein Fc của thụ thể igg iic (gen/pseudogene)
- FH (1q43): fumarase
- FMO3: flavin chứa monooxygenase 3
- FRA1J mã hóa protein Vị trí dễ vỡ, loại 5-azacytidine, phổ biến, fra(1)(q12)
- G0S2: mã hóa công tắc G0/G1 2
- GAS5 (1q25)
- GBA: glucosidase, beta; axit (bao gồm glucosylceramidase) (gen của bệnh Gaucher)
- GBAP1: glucosylceramidase beta pseudogene 1
- GLC1A: gen cho bệnh tăng nhãn áp
- GON4L: gon-4 thích
- GPA33 (1q24)
- GPR37L1 Thụ thể kết hợp protein G 37 like 1
- HEATR1: protein chứa lặp lại HEAT 1
- HFE2: bệnh thừa sắt loại 2 (vị thành niên)
- HIST2H2AB: Histone 2A loại 2-B
- HIST2H2BF: Histone H2B loại 2-F
- HIST2H3PS2: Cụm histone 2, H3, pseudogene 2
- HIST3H2A: Histone H2A loại 3
- HIST3H2BB: Histone H2B loại 3-B
- HPC1: gen của ung thư tuyến tiền liệt
- HRM2: Tóc, xoăn
- IGSF8 (1q23)
- INAVA: Protein kích hoạt miễn dịch bẩm sinh
- INTS3: Tiểu đơn vị tổ hợp tích hợp 3
- IRF6: gen hình thành mô liên kết
- KCNH1 (1q32)
- KIF14 (1q32)
- LEFTY1: Hệ số xác định trái-phải 1
- LHX9 mã hóa protein LIM homeobox 9
- LMNA: điều hòa không khí nhiều lớp
- LOC645166 mã hóa protein pseudogene protein đặc hiệu cho tế bào lympho 1
- LYPLAL1: Lysophospholipase-like 1
- MAPKAPK2 (1q32)
- MIR194-1: microRNA 194-1
- MIR5008: microRNA 5008
- MPC2: Chất mang pyruvate ty thể 2
- MOSC1: Miền đầu cuối C của MOCO sulphurase chứa 1
- MOSC2: Protein 2 chứa miền MOSC, ty thể
- MPZ: không có protein myelin (Bệnh thần kinh Charcot–Marie–Răng 1B)
- MSTO1: misato 1
- MTR: 5-methyltetrahydrofolate-homocysteine methyltransferase
- NAV1: Bộ điều hướng nơ-ron 1
- NBPF16: Họ điểm dừng u nguyên bào thần kinh, thành viên 16
- NOC2L: Tương đồng protein 2 phức hợp hạt nhân
- NUCKS1: Casein phổ biến trong hạt nhân và cơ chất kinase phụ thuộc cyclin
- NVL: Giống như protein chứa valosin trong hạt nhân
- OLFML2B: 2B giống Olfactomedin
- OPTC: Opticin
- OTUD7B: Protein chứa miền OTU 7B
- PACERR mã hóa protein PTGS2 antisense NFKB1 điều hòa biểu hiện phức hợp RNA
- Tổng đài1 (1q23)
- PEA15 (1q23)
- PGDB5: Phần tử có thể chuyển đổi PiggyBac được dẫn xuất 5
- PIAS3 (1q21)
- PI4KB: Phosphatidylinositol 4-kinase beta
- PIP5K1A (1q21): Phosphatidylinositol-4-photphat 5-kinase loại-1 alpha
- PLA2G4A (1q31)
- PPOX: protoporphyrinogen oxidase
- PRCC (1q23)
- PRR9 mã hóa protein Proline giàu 9
- PSEN2 (1q42): presenilin 2 (bệnh Alzheimer 4)
- PTGS2 (1q31)
- PTPN14 (1q32-41)
- PTPN7 (1q32)
- RABIF: Yếu tố tương tác RAB
- RASSF5 (1q32)
- RGS2 (1q31)
- RN5S1@: ARN, cụm 1q42 5S ribosome
- RPS27 (1q21)
- SCAMP3: Protein màng liên quan đến chất mang bài tiết 3
- SDHC (1q23)
- SELE (1q24)
- SHC1 (1q21)
- SLC39A1 (1q21)
- SLC50A1: Dòng chất mang hòa tan 50 thành viên 1
- SMCP: Protein giàu cysteine liên kết với ty thể của tinh trùng
- SMG7: yếu tố phân rã mRNA qua trung gian vô nghĩa
- SMYD3 (1q44)
- SPG23
- SPRR1A: Cornifin-A
- SPRR1B: Cornifin-B
- SPRR2A: Protein nhỏ giàu proline 2A
- SPRTN: Người Spartan
- TARBP1: Protein gắn RNA TAR (HIV-1) 1
- TBCE: Người đi kèm đặc tính Tubulin E
- THBS3: Thrombospondin 3
- TMCO1: Protein chứa miền xuyên màng và xoắn kép 1
- TMEM9: Protein xuyên màng 9
- TMEM63A: Protein xuyên màng 63A
- TMEM81: Protein xuyên màng 81
- TNFAIP8L2: mã hóa protein cảm ứng TNF alpha 8 like 2
- TNFSF18 (1q25)
- TNN (1q25)
- TNNT2: troponin tim T2
- TOR1AIP1: Protein tương tác Torsin-1A 1
- TOR3A: mã hóa protein họ Torsin 3 thành viên A
- TP53BP2 (1q41)
- TRE-CTC1-5: Chuyển RNA-Glu (CTC) 1-5
- TRP (1q31)
- UAP1: UDP-N-acetylhexosamine pyrophosphorylase
- USH2A: Hội chứng Usher 2A (di truyền lặn nhiễm sắc thể thường, nhẹ)
- USF1 (1q23)
- VANGL2: mã hóa protein VANGL protein phân cực tế bào phẳng 2
- VPS45: Protein liên quan đến phân loại protein không bào 45
- VPS72: Protein liên quan đến phân loại protein không bào 72
- YY1AP1: Protein liên quan đến YY1 1
- ZBED6: Zinc finger, loại BED chứa 6
- ZC3H11A: Protein chứa miền CCCH Zinc finger 11A
- ZNF648 mã hóa protein Zinc finger protein 648
- ZNF669: Protein Zinc finger 669
- ZNF687: Protein Zinc finger 687
- ZNF692: Zinc finger protein 692
- ZNF695: Zinc finger protein 695

## Dải tế bào học
| Chr. | Arm | Dải   | ISCN bắt đầu | ISCN dừng | Cặp cơ sở bắt đầu | Cặp cơ sở dừng | Phẩm màu | Tỷ trọng |
| ---- | --- | ----- | ------------ | --------- | ----------------- | -------------- | -------- | -------- |
| 1    | p   | 36.33 | 0            | 100       | 1                 | 2300000        | gneg     |          |
| 1    | p   | 36.32 | 100          | 244       | 2300001           | 5300000        | gpos     | 25       |
| 1    | p   | 36.31 | 244          | 344       | 5300001           | 7100000        | gneg     |          |
| 1    | p   | 36.23 | 344          | 459       | 7100001           | 9100000        | gpos     | 25       |
| 1    | p   | 36.22 | 459          | 660       | 9100001           | 12500000       | gneg     |          |
| 1    | p   | 36.21 | 660          | 861       | 12500001          | 15900000       | gpos     | 50       |
| 1    | p   | 36.13 | 861          | 1206      | 15900001          | 20100000       | gneg     |          |
| 1    | p   | 36.12 | 1206         | 1321      | 20100001          | 23600000       | gpos     | 25       |
| 1    | p   | 36.11 | 1321         | 1521      | 23600001          | 27600000       | gneg     |          |
| 1    | p   | 35.3  | 1521         | 1651      | 27600001          | 29900000       | gpos     | 25       |
| 1    | p   | 35.2  | 1651         | 1780      | 29900001          | 32300000       | gneg     |          |
| 1    | p   | 35.1  | 1780         | 1895      | 32300001          | 34300000       | gpos     | 25       |
| 1    | p   | 34.3  | 1895         | 2210      | 34300001          | 39600000       | gneg     |          |
| 1    | p   | 34.2  | 2210         | 2411      | 39600001          | 43700000       | gpos     | 25       |
| 1    | p   | 34.1  | 2411         | 2770      | 43700001          | 46300000       | gneg     |          |
| 1    | p   | 33    | 2770         | 2986      | 46300001          | 50200000       | gpos     | 75       |
| 1    | p   | 32.3  | 2986         | 3273      | 50200001          | 55600000       | gneg     |          |
| 1    | p   | 32.2  | 3273         | 3416      | 55600001          | 58500000       | gpos     | 50       |
| 1    | p   | 32.1  | 3416         | 3732      | 58500001          | 60800000       | gneg     |          |
| 1    | p   | 31.3  | 3732         | 3976      | 60800001          | 68500000       | gpos     | 50       |
| 1    | p   | 31.2  | 3976         | 4206      | 68500001          | 69300000       | gneg     |          |
| 1    | p   | 31.1  | 4206         | 4852      | 69300001          | 84400000       | gpos     | 100      |
| 1    | p   | 22.3  | 4852         | 5210      | 84400001          | 87900000       | gneg     |          |
| 1    | p   | 22.2  | 5210         | 5440      | 87900001          | 91500000       | gpos     | 75       |
| 1    | p   | 22.1  | 5440         | 5741      | 91500001          | 94300000       | gneg     |          |
| 1    | p   | 21.3  | 5741         | 5957      | 94300001          | 99300000       | gpos     | 75       |
| 1    | p   | 21.2  | 5957         | 6029      | 99300001          | 101800000      | gneg     |          |
| 1    | p   | 21.1  | 6029         | 6244      | 101800001         | 106700000      | gpos     | 100      |
| 1    | p   | 13.3  | 6244         | 6459      | 106700001         | 111200000      | gneg     |          |
| 1    | p   | 13.2  | 6459         | 6660      | 111200001         | 115500000      | gpos     | 50       |
| 1    | p   | 13.1  | 6660         | 6861      | 115500001         | 117200000      | gneg     |          |
| 1    | p   | 12    | 6861         | 7048      | 117200001         | 120400000      | gpos     | 50       |
| 1    | p   | 11.2  | 7048         | 7119      | 120400001         | 121700000      | gneg     |          |
| 1    | p   | 11.1  | 7119         | 7335      | 121700001         | 123400000      | acen     |          |
| 1    | q   | 11    | 7335         | 7579      | 123400001         | 125100000      | acen     |          |
| 1    | q   | 12    | 7579         | 8483      | 125100001         | 143200000      | gvar     |          |
| 1    | q   | 21.1  | 8483         | 8756      | 143200001         | 147500000      | gneg     |          |
| 1    | q   | 21.2  | 8756         | 8957      | 147500001         | 150600000      | gpos     | 50       |
| 1    | q   | 21.3  | 8957         | 9244      | 150600001         | 155100000      | gneg     |          |
| 1    | q   | 22    | 9244         | 9459      | 155100001         | 156600000      | gpos     | 50       |
| 1    | q   | 23.1  | 9459         | 9832      | 156600001         | 159100000      | gneg     |          |
| 1    | q   | 23.2  | 9832         | 10048     | 159100001         | 160500000      | gpos     | 50       |
| 1    | q   | 23.3  | 10048        | 10349     | 160500001         | 165500000      | gneg     |          |
| 1    | q   | 24.1  | 10349        | 10507     | 165500001         | 167200000      | gpos     | 50       |
| 1    | q   | 24.2  | 10507        | 10679     | 167200001         | 170900000      | gneg     |          |
| 1    | q   | 24.3  | 10679        | 10894     | 170900001         | 173000         | gpos     | 75       |
| 1    | q   | 25.1  | 10894        | 11009     | 173000001         | 176100000      | gneg     |          |
| 1    | q   | 25.2  | 11009        | 11196     | 176100001         | 180300000      | gpos     | 50       |
| 1    | q   | 25.3  | 11196        | 11598     | 180300001         | 185800000      | gneg     |          |
| 1    | q   | 31.1  | 11598        | 11827     | 185800001         | 190800000      | gpos     | 100      |
| 1    | q   | 31.2  | 11827        | 11942     | 190800001         | 193800000      | gneg     |          |
| 1    | q   | 31.3  | 11942        | 12172     | 193800001         | 198700000      | gpos     | 100      |
| 1    | q   | 32.1  | 12172        | 12617     | 198700001         | 207100000      | gneg     |          |
| 1    | q   | 32.2  | 12617        | 12803     | 207100001         | 211300000      | gpos     | 25       |
| 1    | q   | 32.3  | 12803        | 13033     | 211300001         | 214400000      | gneg     |          |
| 1    | q   | 41    | 13033        | 13320     | 214400001         | 223900000      | gpos     | 100      |
| 1    | q   | 42.11 | 13320        | 13406     | 223900001         | 224400000      | gneg     |          |
| 1    | q   | 42.12 | 13406        | 13607     | 224400001         | 226800000      | gpos     | 25       |
| 1    | q   | 42.13 | 13607        | 13966     | 226800001         | 230500000      | gneg     |          |
| 1    | q   | 42.2  | 13966        | 14153     | 230500001         | 234600000      | gpos     | 50       |
| 1    | q   | 42.3  | 14153        | 14397     | 234600001         | 236400000      | gneg     |          |
| 1    | q   | 43    | 14397        | 14756     | 236400001         | 243500000      | gpos     | 75       |
| 1    | q   | 44    | 14756        | 15100     | 243500001         | 248956422      | gneg     |          |